# 中山纪念中学旧址
中山纪念中学旧址位于中国广东省中山市南朗镇翠亨村中山纪念中学老校区，2013年被列为第七批全国重点文物保护单位。
建筑群中轴线上有主牌坊门楼和两个小牌坊门楼，最高处为逸仙堂，左右两侧分列哲生堂、寿屏堂、鹤龄堂、皓东堂，均以孙中山先生的亲密战友和亲人名字命名。建筑群建于民国二十年（1931年）至二十三年（1934年）间，具有中国近代建筑史上“古典复兴主义时期”的典型风格。
關於建築設計者，一般說法是主体结构由南京中山陵、广州中山纪念堂和中山纪念碑的建筑设计师吕彦直设计；但有人認為，呂彥直逝世時，孫科尚未提議建立中山紀念中學，所以呂彥直不可能是該校建築的設計者，真正的設計者是黃玉瑜。